# Charlotte Wakefield
Charlotte Wakefield (Macclesfield, 4 ottobre 1990) è un'attrice e cantante inglese.
È nota soprattutto come interprete di musical ed è stata candidata due volte al Laurence Olivier Award alla migliore attrice in un musical: nel 2010 per Spring Awakening e nel 2014 per Tutti insieme appassionatamente.

## Filmografia parziale

### Televisione
- Un angelo per May - film per la televisione (2002)
- The Royals - serie TV, 1 episodio (2009)
- Waterloo Road - serie TV, 1 episodio (2009)
- Holby City - serie TV, 12 episodi (2009-2010)